# Bande de sauvages
Pour plus de détails, voir Fiche technique et Distribution.
Bande de sauvages (Wild Hogs) ou Les Fous de la moto au Québec, est un film américain réalisé par Walt Becker sorti en avril 2007.

## Synopsis
Ce film relate l'aventure de quatre quinquagénaires qui décident de partir faire une virée à moto à travers les États-Unis dans le style « bande de motards ». Tout se passe bien jusqu'à ce qu'ils croisent une bande réelle, les Del Fuegos.

## Fiche technique
- Titre original : Wild Hogs
- Titre français : Bande de sauvages
- Titre québécois : Les Fous de la moto
- Réalisation : Walt Becker
- Scénario : Brad Copeland
- Montage : Stuart H. Pappé
- Direction artistique : Robbie Greenberg
- Pays d'origine :  États-Unis
- Dates de sortie : 
  - États-Unis : 2 mars 2007
  - France : 13 juin 2007

## Distribution
- John Travolta (VF : Nicolas Marié - VQ : Jean-Luc Montminy) : Woody Stevens
- Tim Allen (VF : Michel Papineschi - VQ : Yves Corbeil) : Doug Madsen
- Martin Lawrence (VF : Lucien Jean-Baptiste - VQ : Manuel Tadros) : Bobby Davis
- William H. Macy (VF : Jean-Claude Donda - VQ : Jacques Lavallée) : Dudley Frank
- Ray Liotta (VF : Emmanuel Jacomy - VQ : Jean-François Beaupré) : Jack
- Jill Hennessy (VF : Françoise Cadol - VQ : Christine Séguin) : Kelly Madsen
- Kevin Durand (VF : Boris Rehlinger - VQ : Patrick Baby) : Red
- M. C. Gainey (VF : Marc Alfos - VQ : Stéphane Rivard) : Murdock
- Marisa Tomei (VF : Danièle Douet - VQ : Nadia Paradis) : Maggie
- Shane Baumel (VF : Lewis Weill) : Toby
- Stephen Tobolowsky (VF : Gabriel Le Doze - VQ : Thiéry Dubé) : Charley
- Peter Fonda (VF : Bernard Tiphaine) : Damien Blade
- Ty Pennington (VF : Damien Boisseau) : lui-même
- Paul Teutul senior : lui-même
- John C. McGinley (VF : Edgar Givry - VQ : Pierre Auger) : Le policier
- Jason Skylar (VF : Michel Dodane) : Earl Dooble
- Randy Skylar (VF : Michel Dodane) : Buck Dooble

## Musique
- Slow Ride (en) par Foghat.
- Wanted Dead or Alive par Bon Jovi.
- Who Do You Love? par George Thorogood and the Destroyers.
- Dusty Trail Blues par Herman Beeftink.
- Carnival Clowns par Herman Beeftink.
- Thunder Kiss '65 (en) par White Zombie.
- Highway to Hell par AC/DC.
- Midnight Rider par The Allman Brothers Band.
- That Smell (en) par Lynyrd Skynyrd.
- Call Me the Breeze par Lynyrd Skynyrd.
- Good Vibrations par The Beach Boys.
- Lost Highway (en) par Bon Jovi.
- Gimme Some Lovin' par Steve Winwood.
- Ain't Wastin' Time No More par The Allman Brothers Band.
- My Prerogative de Bobby Brown, Gene Griffin et Teddy Riley.
- Walk Like a Man (You Can Call Me Your Man) par Grand Funk Railroad.
- Get Me Outta Here par Jet.
- Keep on Chooglin' (en) par Creedence Clearwater Revival.

## Autour du film
- Dans le scénario original, la bande de motards rencontrée était explicitement les Hells Angels. À la suite de poursuites judiciaires pour utilisation non autorisée du logo[1], le nom de la bande de motards a été changé en « Del Fuegos »
- Lors du générique de fin, Ty Pennington fait une apparition parodiant l'émission dont il est le présentateur, Extreme Makeover: Home Edition, plus connue en France sous le nom Les Maçons du cœur et au Québec sous le nom Les Anges de la Rénovation[2].
- Dans le film apparaissent Paul Teutul et son fils, tous deux membres fondateurs de l'atelier OCC, célèbres pour leur émission de customisation de motos American Chopper.